# Mawdo Juwara
Mawdo Corajiki Juwara ist ein gambischer Diplomat.

## Leben
2006 wurde Juwara Botschafter in China (Taipeh) und überreichte sein Beglaubigungsschreiben von Yahya Jammeh an Präsident Chen Shui-bian am 20. September. Er behielt die Position bis ca. 2010. Im November 2017 wurde Jawara von Präsident Adama Barrow am 16. Mai 2017 gambischer Botschafter in Mauretanien und überreichte sein Beglaubigungsschreiben an Präsident Mohamed Ould Abdel Aziz am 14. November 2017.

## Auszeichnungen
- 2009: Order of the Republic of The Gambia (MRG)[4]
- 2010: Order of Brilliant Star with Grand Cordon[2]